# 方国
方国或方国部落是指中国历史中上古和先秦早期时的诸侯部族国家，现今学者对其认识主要来源于商朝晚期的殷墟遗址出土的甲骨文卜辞，卜文中多以“某方”的形式称呼这些部落国家，所以称作“方国”。“方国”一词最初由孙诒让在《契文举例》中提出。《周易·既济》篇载，“方，国也”，意思是“方”便是“所有的国”，甲骨文中称为“多方”。在甲骨卜辞中，有称为“某方”的国，又有不称“某方”的国。
中国早期历史的政治形态主要是由地方自治的部落政体组成的松散的邦国联盟（邦联），其中实力较强的大国因为有能力对周边国家投射威慑力和影响力而常常被推举为宗主，其中影响力足以压倒所有对手的宗主国则称为共主，受其政治势力支配的连贯时期则称为朝代。狭义上的方国仅包含那些史书中点名称为“某方”的国，而广义上包括所有与共主王朝共存的国:270。多数方国规模较小，仅仅是一些原始的氏族部落，但还有少数方国规模较大，已经具备了完善的国家机构，如土方、羌方、周方等大的方国甚至达到了能与当时中原共主王朝平等抗衡的规模。目前可辨别的方国有150余个，使用的名称是商部落给这些方国附上的他称，其中与商部落敌对的方国的名称多为贬称，而与商部落友好的方国的名称多为中性名称。
判断甲骨卜辞中的国名是否属于广义的方国主要根据以下8种标准：:270—271
1. 甲骨文中称方的，“某方”、“方某”；
2. 甲骨文中称爵的，“某侯”、“侯某”、“某白[註⁠ 1]”、“白某[註⁠ 2]”、“某子”、“子某”；
3. 甲骨文中称子的[註⁠ 3]，“某子”、“子某”；
4. 甲骨文中记载与殷商发生过大规模战争的；
5. 甲骨文中称王的，“某王”；
6. 甲骨文中记载的国名与考古材料对证的；
7. 甲骨文中记载的国名与西周金文等早期传世文献对证的；
8. 另外增加上海博物馆藏战国楚竹书《容成氏》中记载叛商后被周文王平服的九国。

## 图库

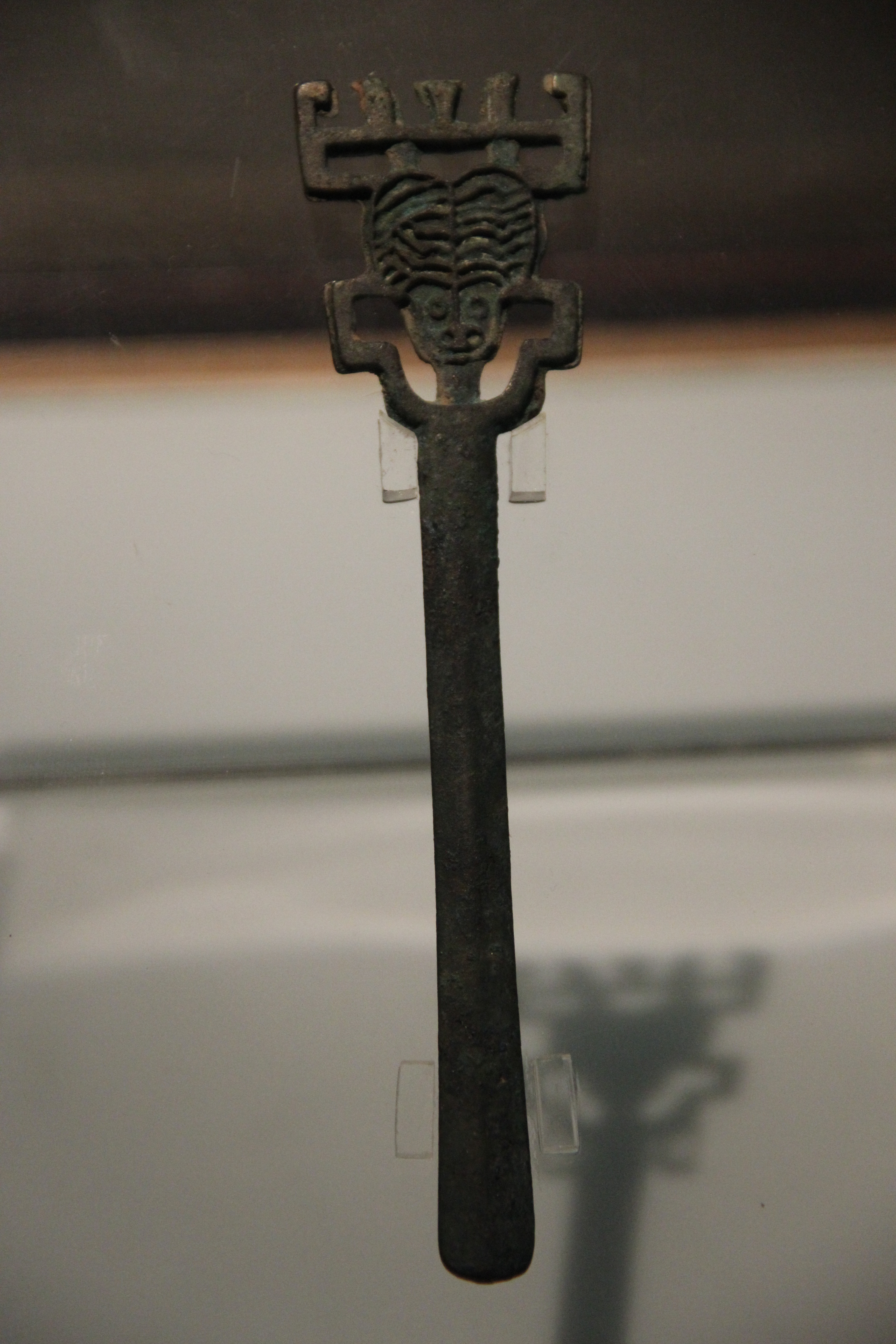
方国部落的人首笄形器，现藏于山西博物院
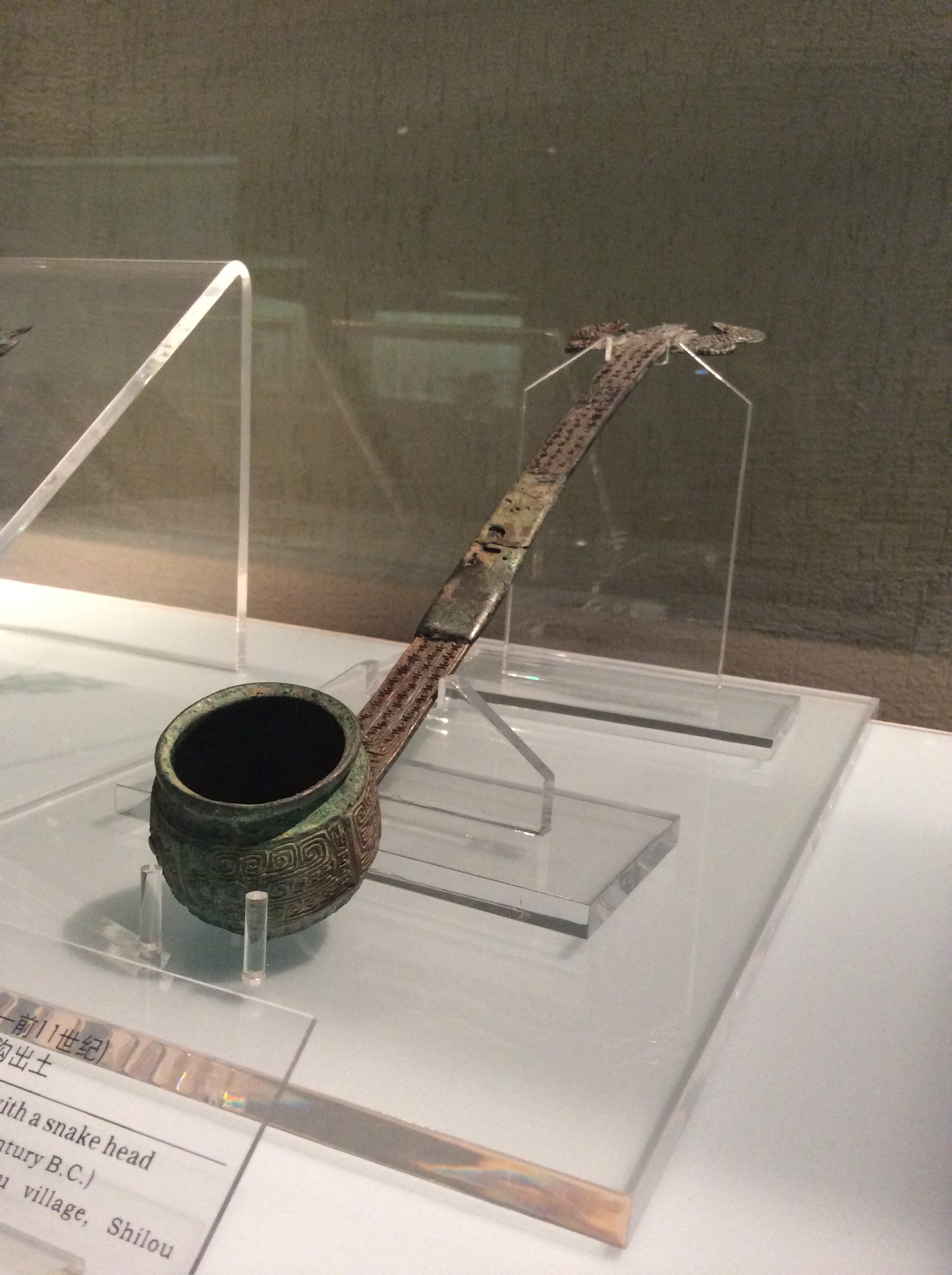
蛇首扁柄斗，现藏于山西博物院
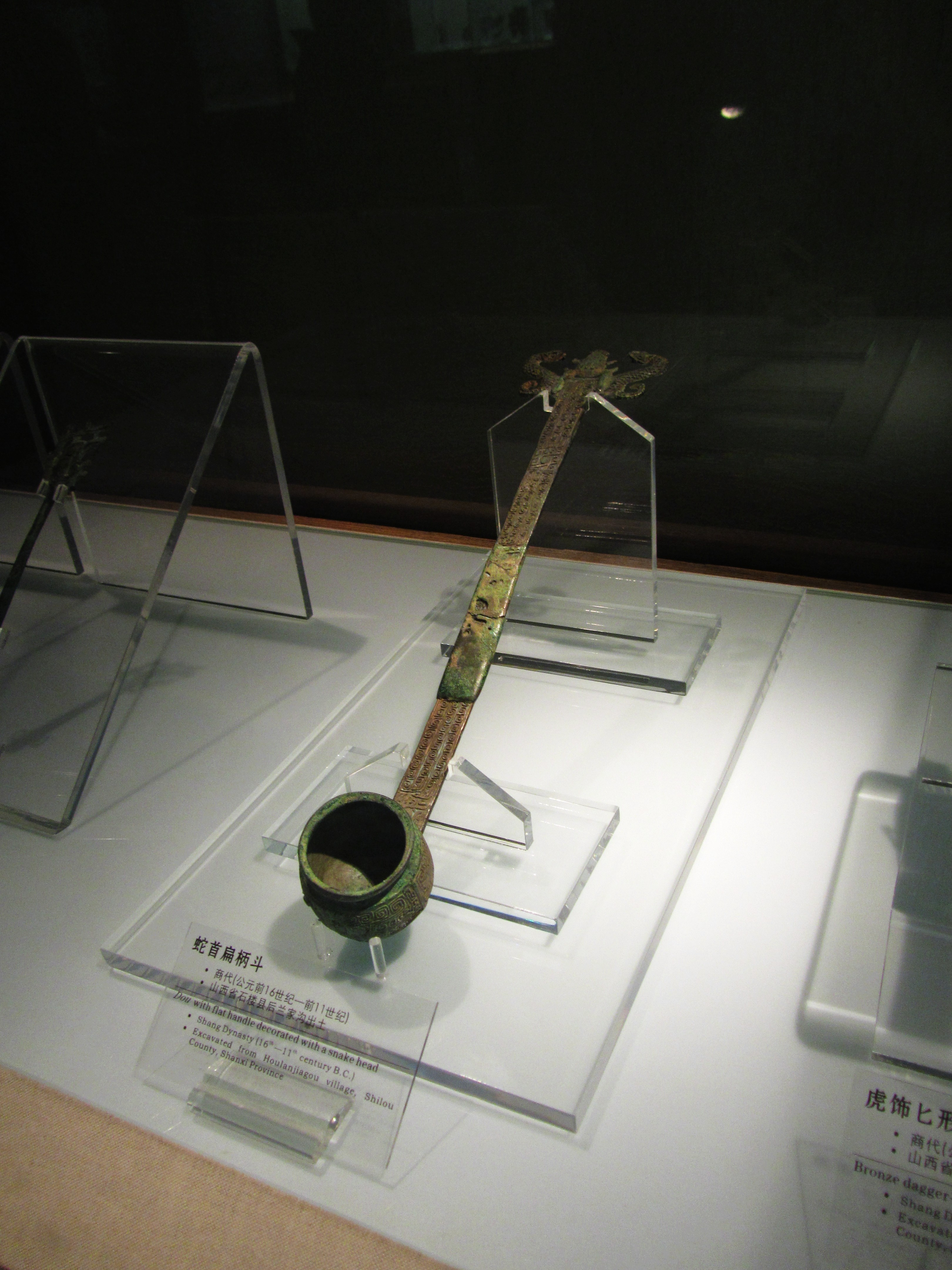
蛇首扁柄斗
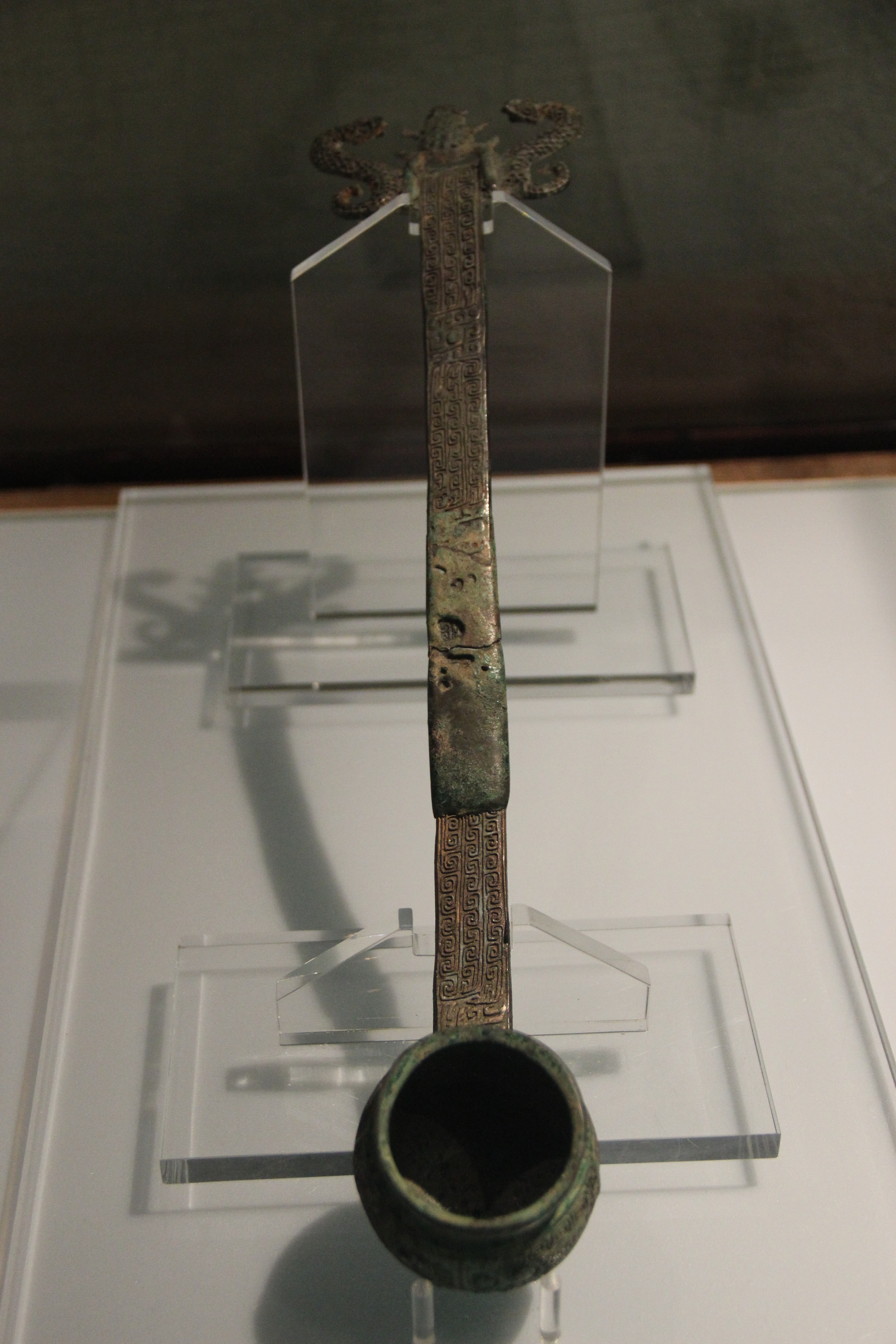
蛇首扁柄斗
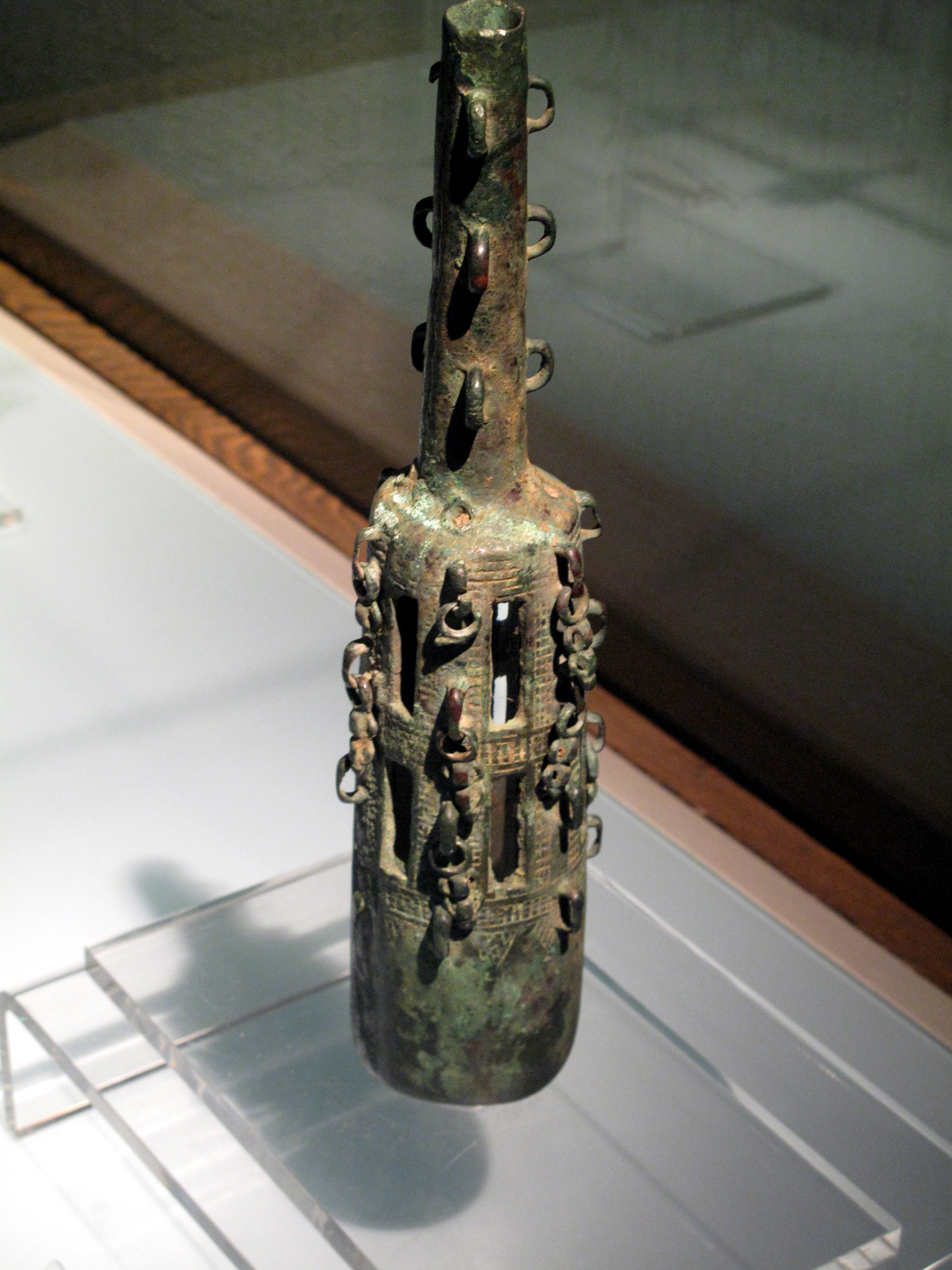
舞铙，现藏于山西博物院